# Weston-sub-Edge
Weston-sub-Edge é uma paróquia e aldeia do distrito de Cotswold, no condado de Gloucestershire, na Inglaterra. De acordo com o Censo de 2011, tinha 431 habitantes. Tem uma área de 10,5 km².